# Château de Fos-sur-Mer
Le château de Fos-sur-Mer, aussi appelé château de l'Hauture, est un ensemble médiéval fortifié, partiellement en ruines, situé à Fos-sur-Mer dans le département des Bouches-du-Rhône, région Provence-Alpes-Côte d'Azur, France. Ses vestiges, ainsi que sa chapelle, sont visibles au sommet de la colline surplombant le village et le golfe de Fos.

## Historique
L'ensemble est construit au début du Xe siècle, probablement dans le double but de se protéger d'invasions (maures) et de surveiller le commerce maritime; le premier document historique fait mention du castrum de l'Hauture (avec sa chapelle) en 923.
Hérité des techniques de construction romaines (taille des pierres, murs droits, tours carrées), il occupe une position stratégique: contrôlant d'un côté l’accès aux salins de Fos et de l'autre l'accès aux pêcheries de l’étang de Berre (bourdigues). Au pied de celui-ci se développe un village provençal, peu à peu à partir de sa construction.
Le château est agrandi et modernisé au XIIIe siècle.
À partir du XIIIe siècle et jusqu'à la Révolution, la famille des Porcelet règnera sur le fief. Cette famille confère toujours son blason à la commune.
Aujourd'hui propriété publique, le castrum continue de surveiller les allées-et-venues des plus gros navires marchands du monde (Grand port maritime de Marseille), entre Europe du Nord et Méditerranée.

## Architecture
C'est l'un des châteaux des plus anciens et les mieux conservés de basse Provence. Concernant son architecture militaire, nous pouvons encore voir aujourd'hui: son donjon, son chemin de ronde, sa porte défensive monumentale et ses remparts, classés monuments historiques. Ils sont caractéristiques de l'art militaire roman provençal. 
Des campagnes de fouilles successives ont permis la mise au jour d'une centaine de tombes et de 70 silos ainsi que la découverte d'un habitat troglodyte occupé de la fin du XIIe siècle au début du XVe siècle.
L'implantation d'origine est très distincte à travers les bâtiments intacts et les vestiges au sommet de la colline. Il s'agit d'un plan typiquement provençal en trois pôles : donjon-chapelle-enceinte – que l'on peut retrouver dans la plupart des castra du Luberon par exemple.

## Visite
Le site est ouvert au public (entrée : 2 €).
Des activités pédagogiques autour de l'époque médiévale sont proposées annuellement sur le site de l'Hauture, notamment par l'association Racino e Aveni.

## Galerie

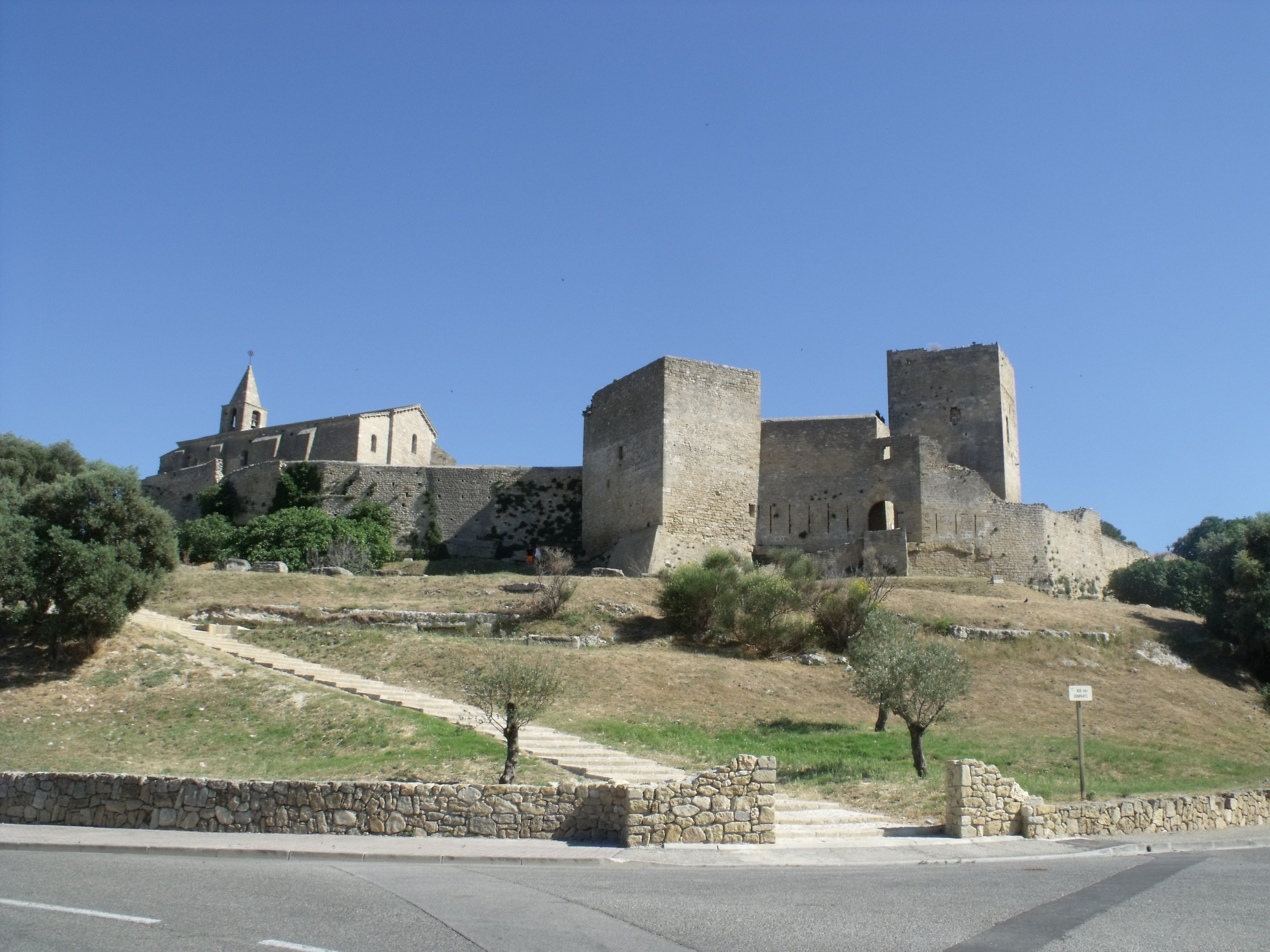
Vue nord des remparts (2011)
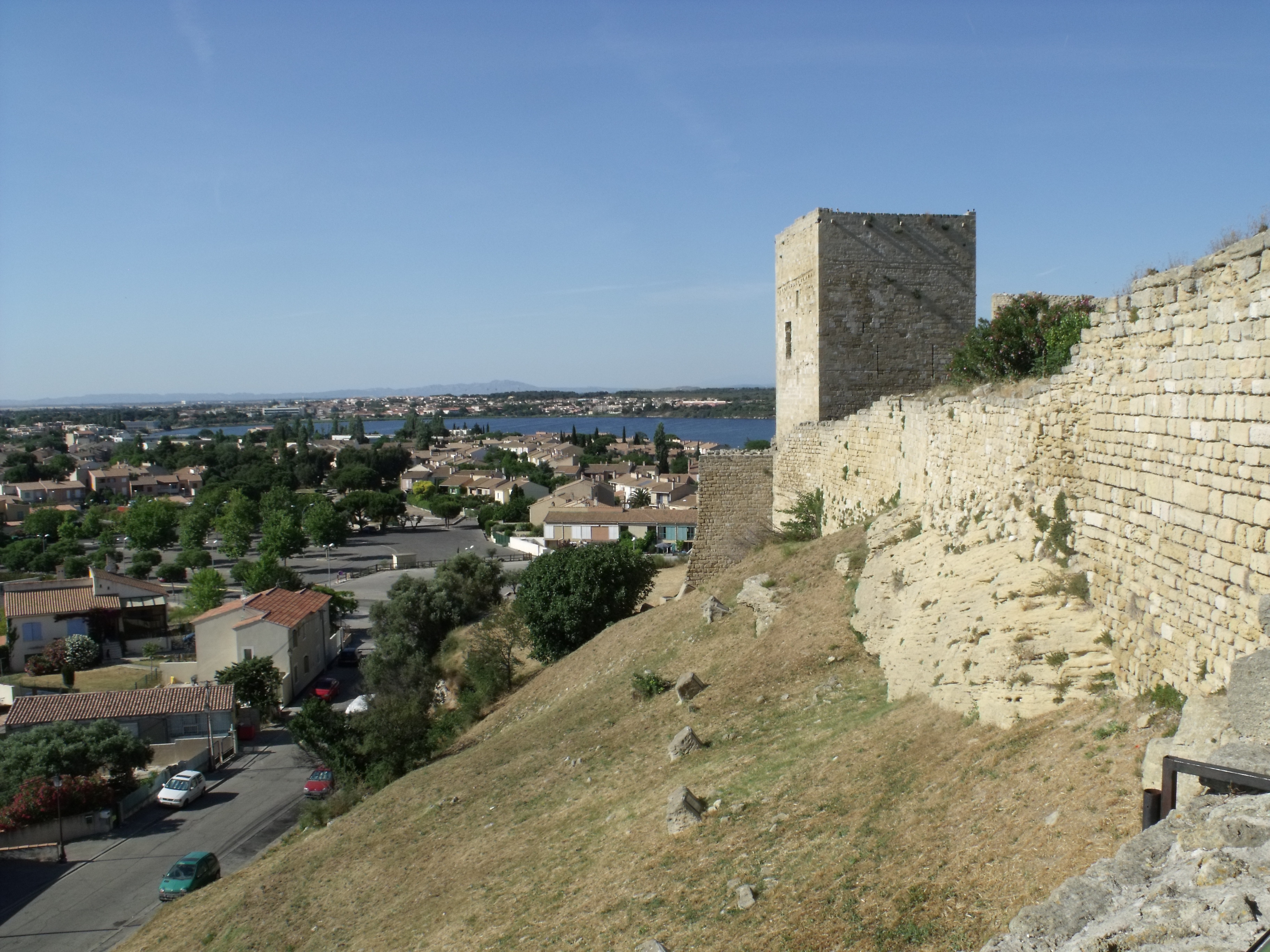
Vue du village depuis les remparts (2011)
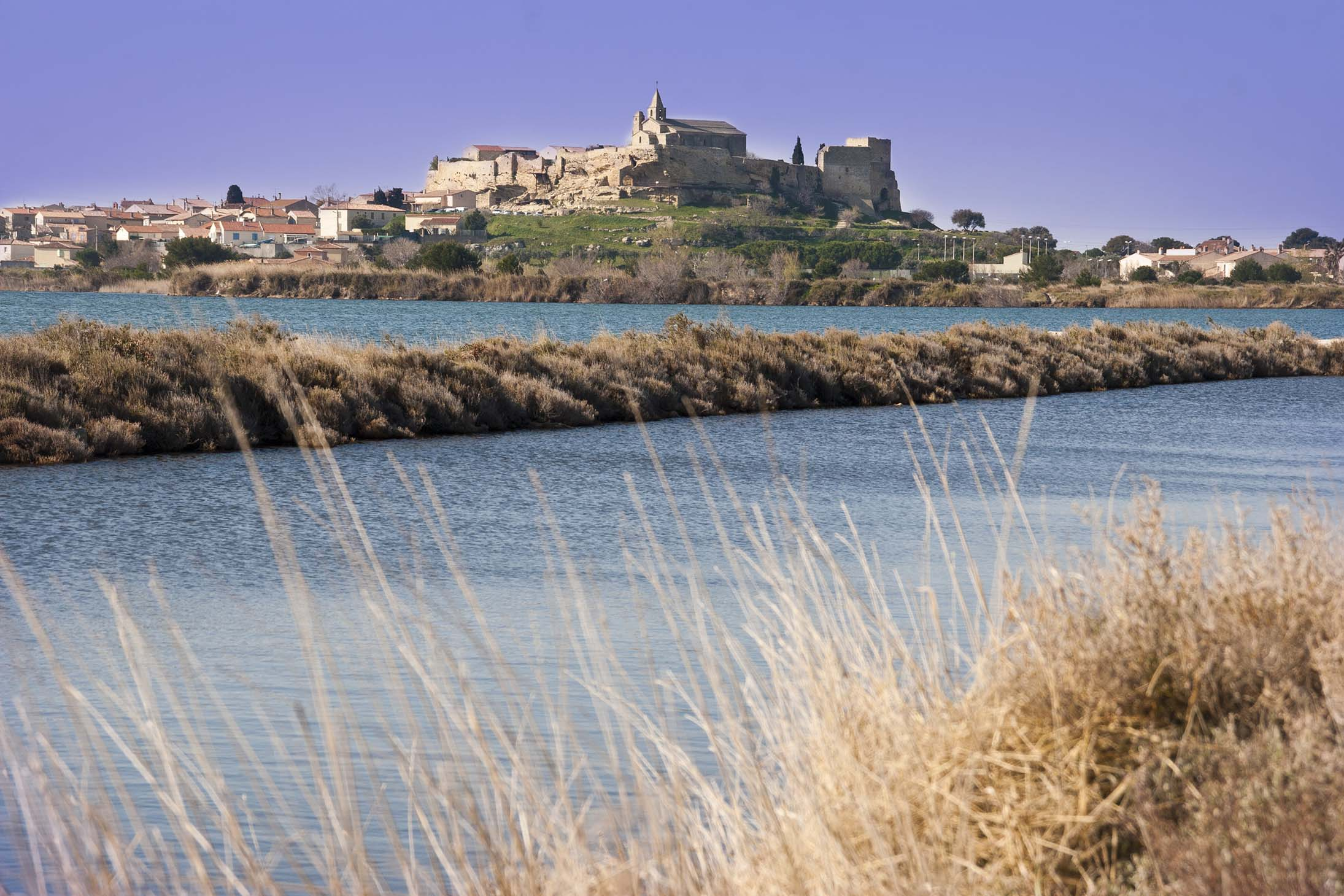
Vue du castrum depuis les étangs de Fos (2009)
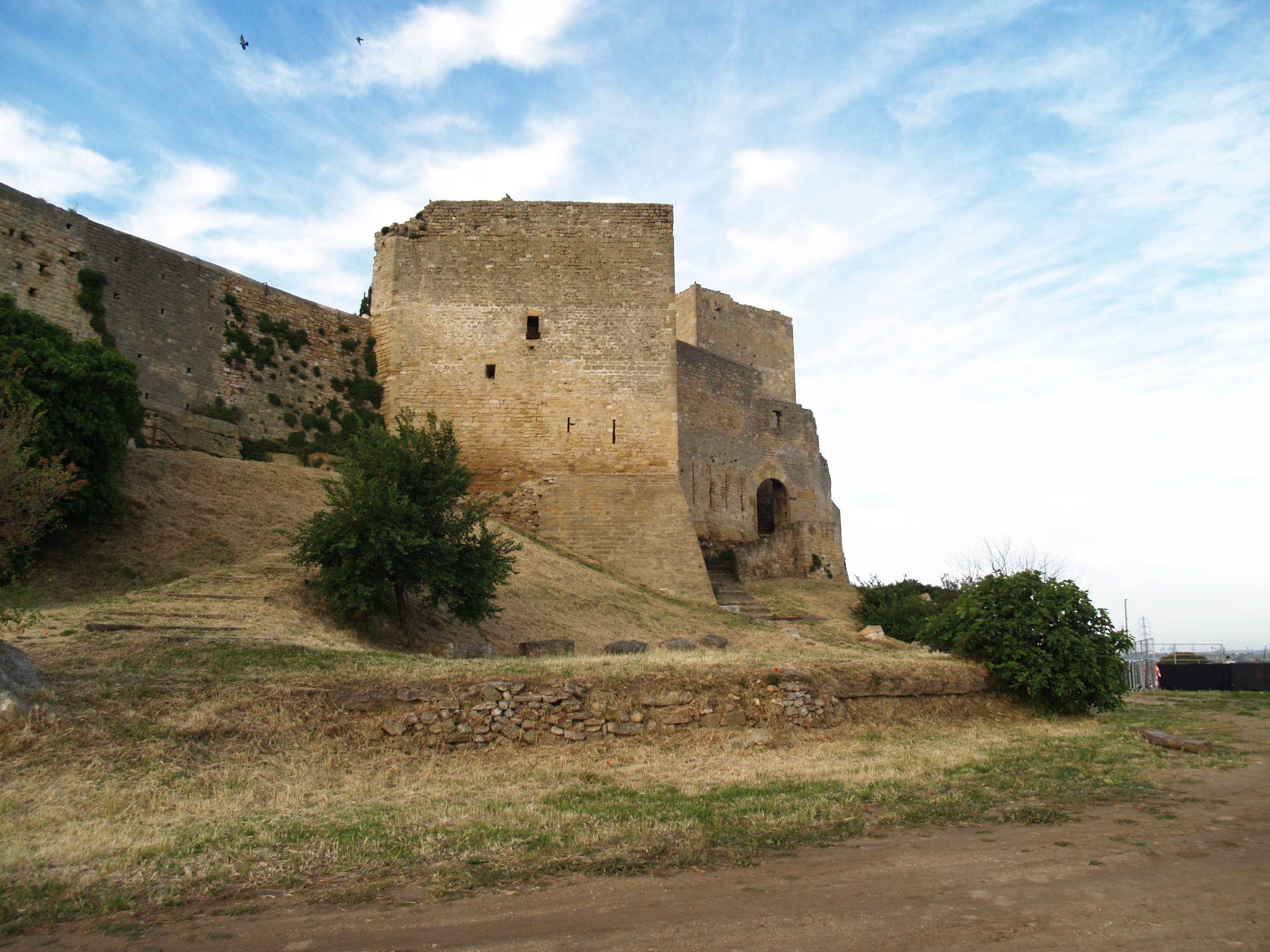
Chemin des remparts (2009)
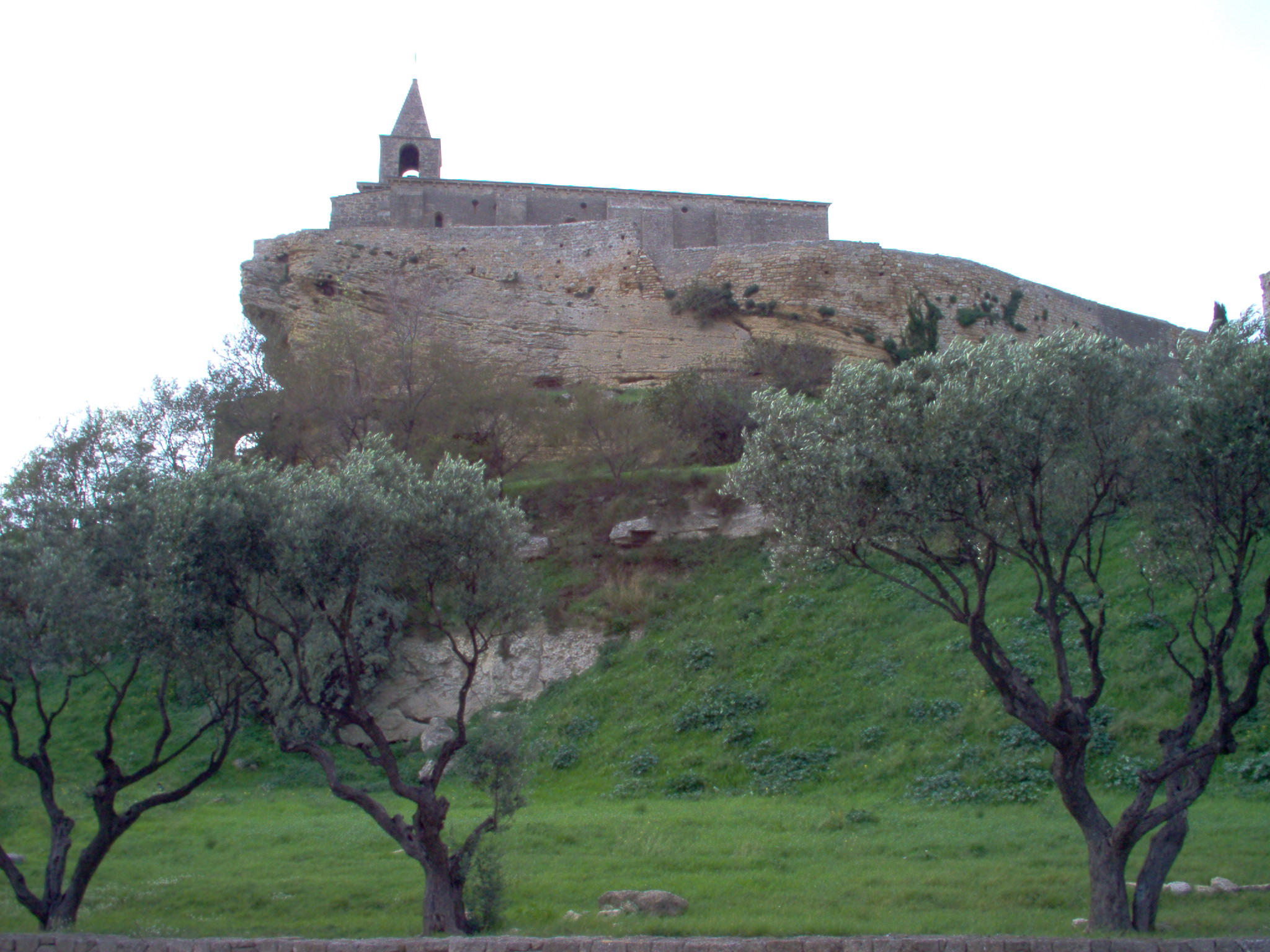
Église Saint-Sauveur sur son éperon rocheux (2005)
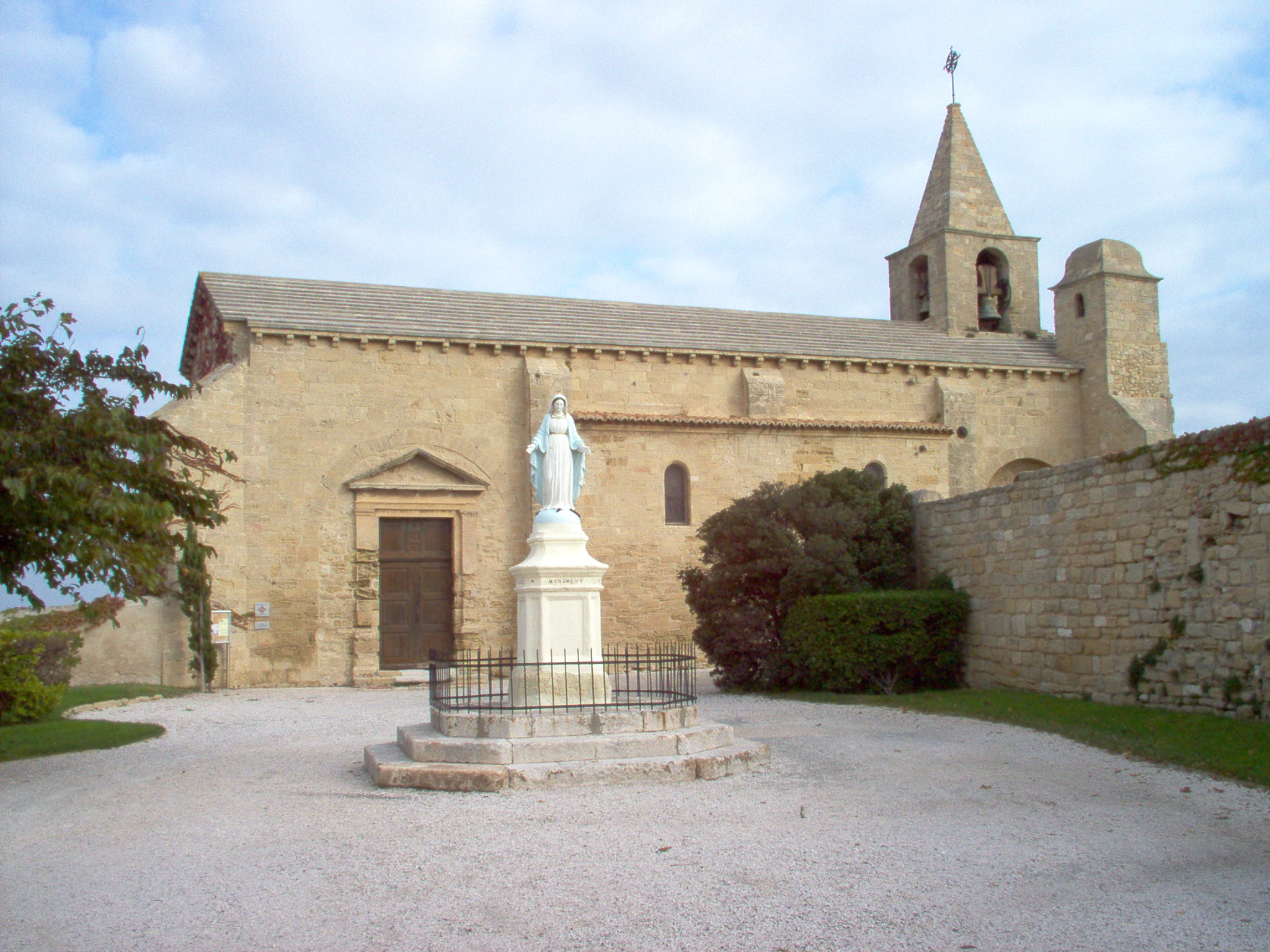
Église Saint-Sauveur (2005)
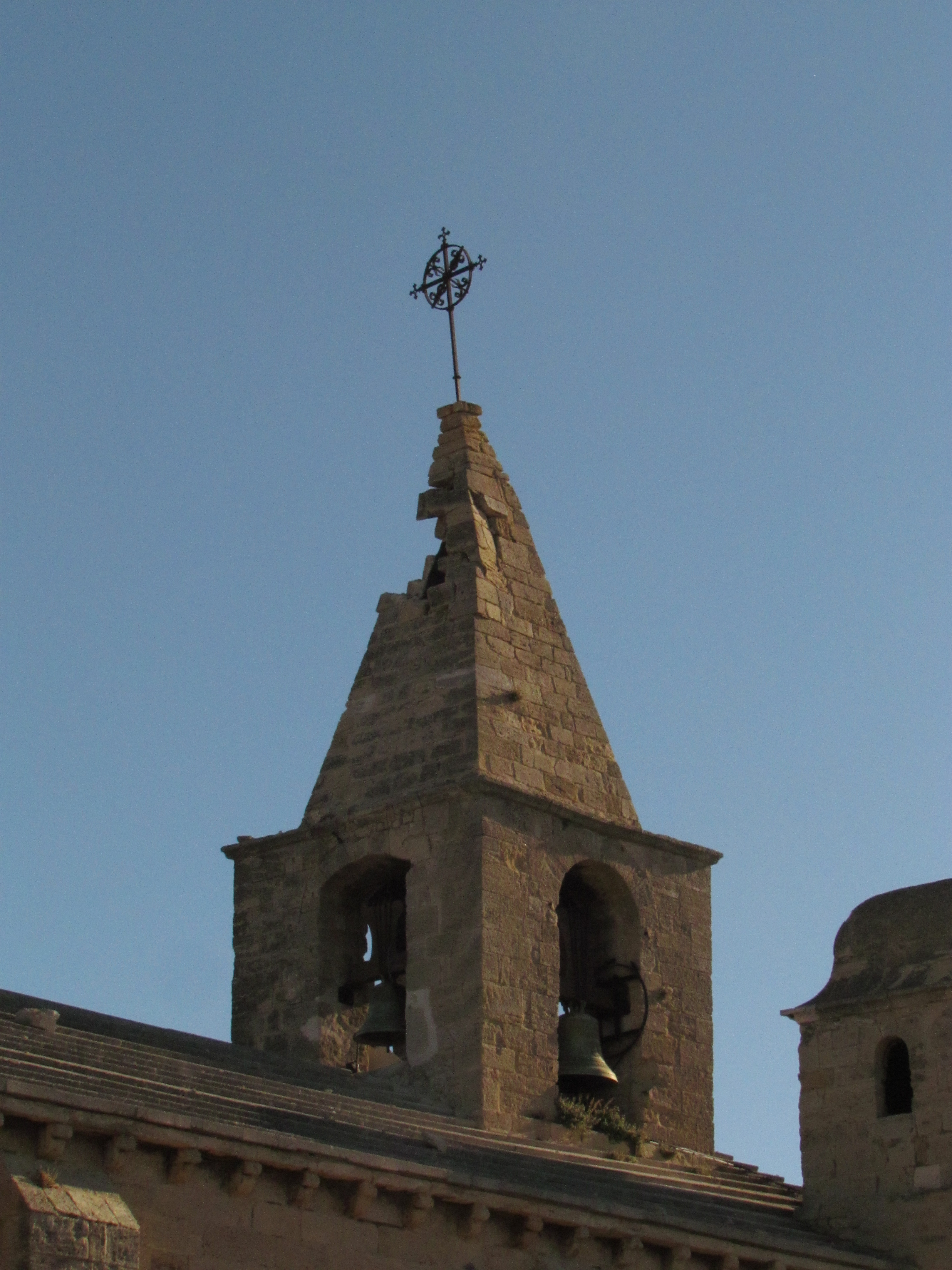
Clocher foudroyé de l'église Saint-Sauveur (2014)
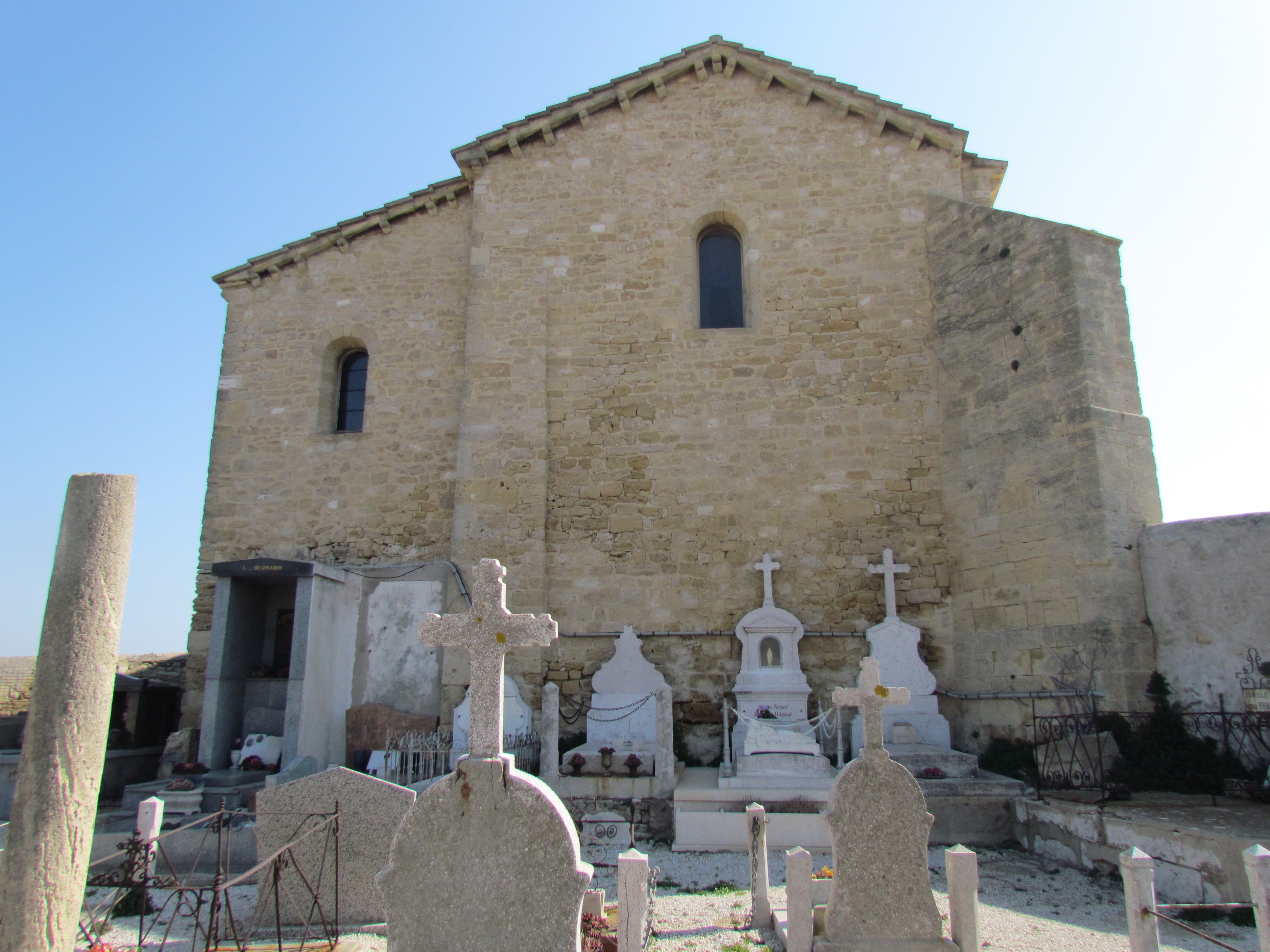
Cimetière et ancienne entrée de l'église (2014)
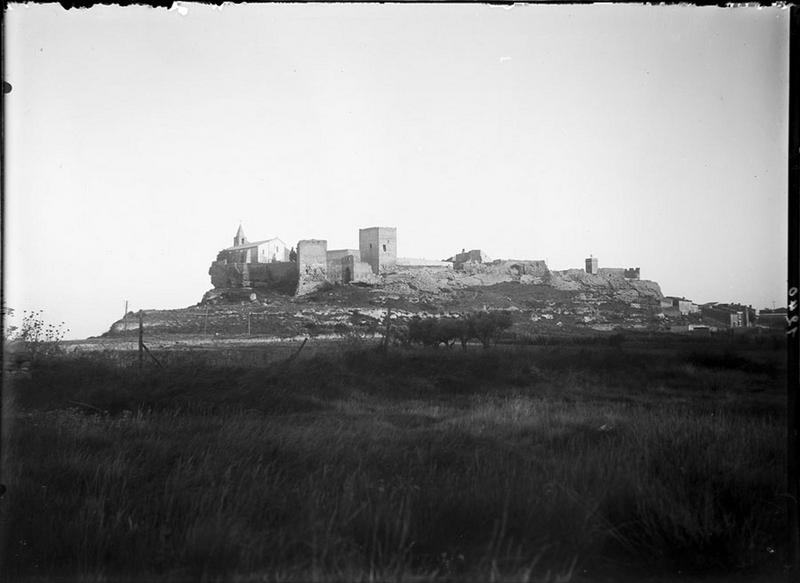
Vue d'ensemble au début du XXe siècle

### Pages liées
- Liste des châteaux et bastides des Bouches-du-Rhône
- Oppidum de Saint-Blaise
- Parc naturel régional de Camargue